# Певк
Певк — река в России, течёт по территории Корткеросского района Республики Коми. Устье реки находится в 250 км по левому берегу реки Локчим. Длина реки составляет 47 км.

## Притоки
- 3 км: Вырып
- 7 км: Расъёль

## Данные водного реестра
По данным государственного водного реестра России относится к Двинско-Печорскому бассейновому округу, водохозяйственный участок реки — Вычегда от истока до города Сыктывкар, речной подбассейн реки — Вычегда. Речной бассейн реки — Северная Двина.
Код объекта в государственном водном реестре — 03020200112103000017634.